# Nafs
Nafs of Nefs (Arabisch: نَفْس) is een Arabisch begrip (verwant aan het Hebreeuwse woord "Nefesh" נפש), dat voorkomt in de Koran met de betekenis "zelf", "psyche", "ego" of "ziel", in zijn onontwikkelde staat. 
Het nafs is de laagste dimensie van het innerlijke bestaan van de mens, en wordt omschreven als zijn dierlijke of satanische natuur. Het is de staat waarin de ziel nog geen duidelijke notie van goed en kwaad heeft.
Nafs is een belangrijk begrip binnen de islamitische traditie, met name binnen het soefisme en de lezing van het begrip gnosis (Irfan) binnen de sjiisme.